# Olena Tatarkova
Olena Valerijivna Tatarkova (Oekraïens: Олена Валеріївна Татаркова) (Doesjanbe, 22 augustus 1976) is een voormalig tennisspeelster uit Oekraïne. Tatarkova begon met tennis toen zij tien jaar oud was. Haar favoriete ondergrond is hardcourt. Zij speelt linkshandig en heeft een tweehandige backhand. Zij was actief in het proftennis van 1993 tot en met 2006.

## Loopbaan

### Enkelspel
Tatarkova debuteerde in 1992 op het ITF-toernooi van Moskou (Rusland). Zij stond in 1993 voor het eerst in een finale, op het ITF-toernooi van Bytom (Polen) – zij verloor van de Duitse Adriana Barna. In 1993 veroverde Tatarkova haar eerste titel, op het ITF-toernooi van Jūrmala (Letland), door de Letse Una Bushevitsa te verslaan. In totaal won zij vier ITF-titels, de laatste in 2003 in Batoemi (Georgië).
In 1994 kwalificeerde Tatarkova zich voor het eerst voor een WTA-hoofdtoernooi, op het toernooi van Birmingham. Haar beste resultaat op de WTA-toernooien is het bereiken van de kwartfinale, wat zij viermaal haalde: Peking 1995, Moskou 1996, Los Angeles 1998 en Pattaya 2003.
Haar beste resultaat op de grandslamtoernooien is het bereiken van de derde ronde, op Roland Garros 1998. Haar hoogste notering op de WTA-ranglijst is de 45e plaats, die zij bereikte in januari 1999.

### Dubbelspel
Tatarkova behaalde in het dubbelspel betere resultaten dan in het enkelspel. Zij debuteerde in 1993 op het ITF-toernooi van Lleida (Spanje), samen met de Spaanse Laura Garcia. Zij stond een maand later voor het eerst in een finale, op het ITF-toernooi van Bytom (Polen), samen met landgenote Natalia Biletskaya – hier veroverde zij haar eerste titel, door het Bulgaarse duo Teodora Nedeva en Antoaneta Pandjerova te verslaan. In totaal won zij 25 ITF-titels, de laatste in 2004 in Shenzhen (China).
In 1995 speelde Tatarkova voor het eerst op een WTA-hoofdtoernooi, op het toernooi van Jakarta, samen met de Slowaakse Tina Križan. Zij bereikten er de tweede ronde. Zij stond in 1998 voor het eerst in een WTA-finale, op het toernooi van Stanford, samen met de Letse Larisa Neiland – zij verloren van het koppel Lindsay Davenport en Natallja Zverava. In 1999 veroverde Tatarkova haar eerste WTA-titel, op het toernooi van Hobart, samen met de Zuid-Afrikaanse Mariaan de Swardt, door het Franse koppel Alexia Dechaume-Balleret en Émilie Loit te verslaan. In totaal won zij vier WTA-titels, de laatste in 2003 in Espoo (Helsinki), samen met de Russin Jevgenia Koelikovskaja.
Haar beste resultaat op de grandslamtoernooien is het bereiken van de finale, op Wimbledon 1999, samen met de Zuid-Afrikaanse Mariaan de Swardt. Daarnaast bereikte zij op Roland Garros 2001 de halve finale aan de zijde van Justine Henin. Haar hoogste notering op de WTA-ranglijst is de 9e plaats, die zij bereikte in juli 1999.

### Tennis in teamverband
In de periode 1994–2004 maakte Tatarkova deel uit van het Oekraïense Fed Cup-team – zij behaalde daar een winst/verlies-balans van 27–11.

## Posities op deWTA-ranglijst
Positie per einde seizoen:
| jaartal | ranking enkelspel | ranking dubbelspel |
| ------- | ----------------- | ------------------ |
| 1993    | 316               | 233                |
| 1994    | 221               | 178                |
| 1995    | 192               | 107                |
| 1996    | 196               | 171                |
| 1997    | 136               | 91                 |
| 1998    | 47                | 22                 |
| 1999    | 120               | 19                 |
| 2000    | 256               | 77                 |
| 2001    | 213               | 38                 |
| 2002    | 166               | 61                 |
| 2003    | 126               | 47                 |
| 2004    | 260               | 95                 |
| 2005    | 532               | –                  |

## Palmares
| Legenda                |
| ---------------------- |
| Grandslamtoernooi      |
| Olympische Spelen      |
| Year-End Championships |
| Tier I                 |
| Tier II                |
| Tier III               |
| Tier IV & V            |

### WTA-finaleplaatsen enkelspel
geen

### WTA-finaleplaatsen vrouwendubbelspel
| nr.              | finaledatum | toernooi        | ondergrond    | partner                | tegenstandsters                               | score               |         |
| ---------------- | ----------- | --------------- | ------------- | ---------------------- | --------------------------------------------- | ------------------- | ------- |
| gewonnen finales |             |                 |               |                        |                                               |                     |         |
| 1.               | 1999-01-16  | WTA Hobart      | hardcourt     | Mariaan de Swardt      | Alexia Dechaume Émilie Loit                   | 6-1, 6-2            | details |
| 2.               | 2002-02-23  | WTA Memphis     | hardcourt (i) | Ai Sugiyama            | Melissa Middleton Brie Rippner                | 6-4, 2-6, 6-0       | details |
| 3.               | 2003-04-20  | WTA Boedapest   | gravel        | Petra Mandula          | Conchita Martínez Granados Tetjana Perebyjnis | 6-3, 6-1            | details |
| 4.               | 2003-08-10  | WTA Helsinki    | gravel        | Jevgenia Koelikovskaja | Tetjana Perebyjnis Silvija Talaja             | 6-2, 6-4            | details |
| verloren finales |             |                 |               |                        |                                               |                     |         |
| 1.               | 1998-08-02  | WTA Stanford    | hardcourt     | Larisa Neiland         | Lindsay Davenport Natallja Zverava            | 4-6, 4-6            | details |
| 2.               | 1998-08-16  | WTA Los Angeles | hardcourt     | Tamarine Tanasugarn    | Martina Hingis Natallja Zverava               | 4-6, 2-6            | details |
| 3.               | 1998-10-18  | WTA Zürich      | tapijt (i)    | Mariaan de Swardt      | Serena Williams Venus Williams                | 7-5, 1-6, 3-6       | details |
| 4.               | 1998-10-31  | WTA Luxemburg   | tapijt (i)    | Larisa Neiland         | Jelena Lichovtseva Ai Sugiyama                | 7-6, 3-6, 0-2, opg. | details |
| 5.               | 1999-07-04  | Wimbledon       | gras          | Mariaan de Swardt      | Lindsay Davenport Corina Morariu              | 4-6, 4-6            | details |
| 6.               | 2000-02-27  | WTA Oklahoma    | hardcourt (i) | Tamarine Tanasugarn    | Corina Morariu Kimberly Po                    | 4-6, 6-4, 2-6       | details |
| 7.               | 2003-04-06  | WTA Casablanca  | gravel        | Henrieta Nagyová       | Gisela Dulko María Emilia Salerni             | 3-6, 4-6            | details |
| 8.               | 2003-10-26  | WTA Luxemburg   | hardcourt (i) | Marlene Weingärtner    | Maria Sjarapova Tamarine Tanasugarn           | 1-6, 4-6            | details |

## Resultaten grandslamtoernooien
| Legenda | Legenda                          |
| ------- | -------------------------------- |
| g.t.    | geen toernooi gehouden           |
| l.c.    | lagere categorie                 |
| –       | niet deelgenomen                 |
| G       | uitgeschakeld in de groepsfase   |
| 1R      | uitgeschakeld in de eerste ronde |
| 2R      | uitgeschakeld in de tweede ronde |
| 3R      | uitgeschakeld in de derde ronde  |
| 4R      | uitgeschakeld in de vierde ronde |
| KF      | uitgeschakeld in de kwartfinale  |
| HF      | uitgeschakeld in de halve finale |
| F       | de finale verloren               |
| W       | het toernooi gewonnen            |
| w-v     | winst/verlies-balans             |

### Enkelspel
| Toernooi        | 1998 | 1999 |    | 2002 | w-v |
| --------------- | ---- | ---- | -- | ---- | --- |
| Australian Open | 1R   | 1R   | 1R | 0-3  |     |
| Roland Garros   | 3R   | 1R   | –  | 2-2  |     |
| Wimbledon       | 2R   | 2R   | 1R | 2-3  |     |
| US Open         | 1R   | 1R   | –  | 0-2  |     |

### Vrouwendubbelspel
| Toernooi        | 1996 | 1997 | 1998 | 1999 | 2000 | 2001 | 2002 | 2003 | 2004 | w-v |
| --------------- | ---- | ---- | ---- | ---- | ---- | ---- | ---- | ---- | ---- | --- |
| Australian Open | –    | –    | 3R   | 3R   | 1R   | –    | 1R   | 2R   | 1R   | 5-6 |
| Roland Garros   | 1R   | –    | 1R   | 1R   | 2R   | HF   | 2R   | 1R   | 1R   | 6-8 |
| Wimbledon       | –    | 1R   | 2R   | F    | –    | 1R   | 3R   | 2R   | 1R   | 9-7 |
| US Open         | –    | 2R   | 2R   | 1R   | –    | 1R   | 1R   | 2R   | 1R   | 3-7 |

### Gemengd dubbelspel
| Toernooi        | 1998 | 1999 | 2000 | 2001 | 2002 | 2003 | 2004 | w-v |
| --------------- | ---- | ---- | ---- | ---- | ---- | ---- | ---- | --- |
| Australian Open | –    | 2R   | KF   | –    | –    | –    | –    | 3-2 |
| Roland Garros   | 2R   | 2R   | 3R   | –    | –    | –    | –    | 3-3 |
| Wimbledon       | 2R   | 2R   | –    | 2R   | 1R   | 2R   | 1R   | 4-6 |
| US Open         | 1R   | KF   | –    | KF   | –    | –    | –    | 4-3 |